# NGC 4534
NGC 4534 је спирална галаксија у сазвежђу Ловачки пси која се налази на NGC листи објеката дубоког неба.
Деклинација објекта је + 35° 31' 6" а ректасцензија 12h 34m 5,4s. Привидна величина (магнитуда) објекта NGC 4534 износи 12,4 а фотографска магнитуда 13,0. Налази се на удаљености од 9,8000 милиона парсека од Сунца. NGC 4534 је још познат и под ознакама UGC 7723, MCG 6-28-10, CGCG 188-8, KARA 536, KUG 1231+357, PGC 41779.